# Главы Махачкалы
Глава Махачкалы — высшее должностное лицо столицы Республики Дагестан города Махачкалы.
Список глав города Махачкала XX—XXI веках.

## Российская империя
1. Чоглоков (Чеглоков) Александр Николаевич (1822 — 06.07.1893) генерал-майор (с 14.01.1875); генерал-лейтенант (с 25.08.1884) — военный начальник Порт-Петровска в 1870 г.[1]

С 1886 по 1917 годы старостами Порт-Петровского городского общественного управления были:
1. Михайлов — июль 1896 — сентябрь 1898
2. Ковалев — ноябрь 1898 — февраль 1900
3. Мистров Константин Николаевич — март 1900 — апрель 1903
4. Аветов Андрей Сергеевич — май 1904 — ноябрь 1905
5. Стражевский Владимир Иванович, отставной генерал-лейтенант — июль 1907 — февраль 1917

## Гражданская война
1. Абдусалам Магометов (ноябрь 1918 — май 1919), градоначальник и комендант г. Шамиль-Кала при правительстве Горской республики, полковник.
2. Ивицкий (июнь — октябрь 1919), градоначальник г. Порт-Петровска при временном (Деникинском) правительстве Дагестана, полковник.

## Советская власть
1. Гавриленко Владимир Андреевич — март — декабрь 1920.
2. Фрибус Лев Иванович — январь — ноябрь 1921.
3. Тутышкин Николай Иванович — декабрь 1921 — октябрь 1924. Русский
4. Фадеев Василий Дорофеевич — ноябрь 1924 — июнь 1925. Русский
5. Агжигитов Абдурахман Алямович — июль 1925 — май 1928. Казанский татарин

### Председатели горсовета
1. Эмиров Сулейман — май — сентябрь 1928. Лезгин
2. Баймурзаев Дауд-Гаджи — март — октябрь 1929. Кумык
3. Баматов Вайсул Баматович — апрель 1930 — май 1931. Кумык
4. Схиртладзе Яков Спиридонович — июль 1931 — март 1932. Грузин
5. Гафуров, Изутдин Абдуллаевич — март 1932 — ноябрь 1933. Аварец
6. Исмаилов Джегирхан Исмаилович — январь — апрель 1934. Лезгин
7. Кадиев Абдурахман Сафиюллаевич — апрель 1934 — июль 1935. Аварец
8. Амиров Юсуф Алиевич — ноябрь 1935 — октябрь 1936. Лакец
9. Глабин Александр Яковлевич — июль 1937 — апрель 1938. Русский
10. Курочкин Пётр Дмитриевич — май 1938 — февраль 1939. Русский

### Председатели Махачкалинского горисполкома
1. Дубанов Павел Иванович — июль 1939 — декабрь 1940. Русский
2. Гасанов Абдул-Кебир Меджидович — январь 1941 — июль 1942. Лезгин
3. Магомедов Измаил Бузаирович — июль — ноябрь 1942. Кумык
4. Кажлаев Нажмутдин Гаджиевич — ноябрь 1942 — апрель 1943. Лакец
5. Хруцкий Василий Фёдорович — апрель — сентябрь 1943. Русский
6. Сулейманов, Сулейман Мирзаевич — сентябрь 1943 — декабрь 1946. Даргинец
7. Мелещенко Гавриил Павлович — декабрь 1946 — февраль 1950. украинец
8. Хруцкий Василий Фёдорович — февраль 1950 — май 1952. Русский
9. Агеев Василий Фёдорович — август 1952 — март 1954. Русский
10. Гасанов, Кебир Меджидович — март — сентябрь 1954. Лезгин
11. Кондратьев, Николай Иванович — октябрь 1954 — февраль 1957. Русский
12. Гусейнов, Магомед Абдурашидович — март 1957 — февраль 1961. Лакец
13. Потапов, Фёдор Иванович — март 1961 — февраль 1963. Русский
14. Магидов, Халит Гамидович — февраль 1963 — февраль 1967. Кумык
15. Кажлаев, Нажмутдин Гаджиевич — февраль 1967 — декабрь 1970. Лакец
16. Букаров, Магомед-Вели Букарович — декабрь 1970 — июль 1972. Лезгин
17. Юсупов, Магомед Саидович — июль 1972 — август 1981. Аварец
18. Заманов, Эльмар Юрьевич — октябрь 1981 — август 1986. Лезгин
19. Ильясов, Сиражутдин Магомедович — ноябрь 1986 — апрель 1990. Лакец
20. Бийболатов, Алимурза Апендиевич — апрель 1990 — октябрь 1993. Кумык

## Главы администрации
1. Магомедов, Магомед Абдуллаевич — октябрь 1993 — февраль 1998. Лакец
2. Амиров, Саид Джапарович — февраль 1998—2013. В 2002, 2006, 2010 годах переизбирался на новый срок. Даргинец[2]
3. Магомедов, Баганд Холодаевич — (и. о.) июнь — июль 2013. Даргинец
4. Рабаданов, Муртазали Хулатаевич (и. о.) (2013—2014). Даргинец[3]
5. Сулейманов, Магомед Валибагандович (и. о.) (2014—2015). Даргинец
6. Мусаев, Муса Асхабалиевич (2015—2018). Даргинец[4]
7. Гасанов, Абусупьян Магомедович (и. о.) (2018). Аварец
8. Алиев, Мурад Магомедович (и. о.) (2018—2019). Кумык[5]
9. Дадаев, Салман Кадиявович (31 января 2019 — 28 ноября 2022) Аварец
10. Газимагомедов, Ризван Казимович (и. о.) (29 ноября 2022 — 10 мая 2023)
11. Темуркаев, Нариман Рашидович (и. о.) (11 мая 2023 — 11 мая 2023)
12. Умавов, Юсуп Джанбекович (12 мая 2023 - 19 июня 2025)